# Готфрид Ернст фон Шьонбург-Ремзе
Готфрид Ернст фон Шьонбург-Ремзе (на немски: Gottfried Ernst von Schönburg-Penig Herr zu Remse; * 16 февруари 1623; † 3 декември 1679) е граф на Шьонбург и господар на Пениг и Ремзе в Курфюрство Саксония.

## Произход
Той е син на фрайхер Волф Ернст фон Шьонбург-Пениг, господар на Пениг и Роксбург (1582 – 1622) и съпругата му Амалия Вероника фон Папенхайм († 12 декември 1648), дъщеря на Филип Томас фон Папенхайм (1569 – 1634). Внук е на фрайхер Волф III фон Шьонбург-Глаухау (1536 – 1612) и фрайин Елизабет фон Чернембл (1563 – 1601).
Ветините дават през 1543 г. господството Пениг на фамилията Шьонбург. Фамилията поема прекратения манастир Ремзе през 1533 г.

## Фамилия
Готфрид Ернст фон Шьонбург-Ремзе се жени на 24 ноември 1679 г. за първата си братовчедка Агнес Беата фон Шьонбург-Цшилен (* 12 април 1636; † 24 март 1687), дъщеря на чичо му Кристиан фон Шьонбург-Цшилен (1598 – 1664) и Агнес фон Шьонбург-Глаухау (1606 – 1643). Те имат 9 деца:
- Агнес Амалия (* 1654; † 25 декември 1690)
- Кристиан Ернст фон Шьонбург (* 9 октомври 1655; † 14 април 1718), граф на Шьонбург-Хинтерглаухау, Роксбург и Ремзе, женен I. на 24 ноември 1679 г. за фрайин Юлиана Мария фон Шьонбург-Хартенщайн-Глаухау (* 8 декември 1645; † 23 април 1683), II. на 6 април 1686 г. за Урсула Лудмила фон Райзвиц, фрайин фон Кадерцин и Грабовка (* 25 май 1665; † 22 септември 1720)
- Волф Ернст (* 26 март 1657; † 12 май 1667)
- Филип Ернст (*/† 5 юни 1658)
- Густав Ернст (* 9 юли 1659; † 7 септември 1659)
- Август Ернст фон Шьонбург-Роксбург (* 26 юли 1666; † 11 август 1729), женен за графиня Мария Елизабет фон Шьонбург-Хартенщайн (* 13 януари 1670; † 2 февруари 1737)
- Кристиана Елизабет (* 17 юли 1667; † 1696), омъжена за Силвиус Ердман Трах фон Биркен
- Юлиана Мария (* 7 април 1668; † 1733), омъжена I. за Фридрих фон Фулен, II. за Кристиан Йохан фон Ватцдорф
- Магдалена София (* 1670; † 1 октомври 1725)